# Ramon Zenhäusern
Ramon Zenhäusern (Bürchen, 4 maggio 1992) è uno sciatore alpino svizzero.

## Biografia
Slalomista puro, Ramon Zenhäusern ha fatto il suo esordio in gare FIS il 22 novembre 2007 a Zinal, giungendo 35º, e in Coppa Europa il 16 gennaio 2011 a Kirchberg in Tirol, senza concludere la prima manche. L'11 dicembre 2012 ha partecipato alla sua prima gara di Coppa del Mondo a Levi, senza qualificarsi per la seconda manche; nella stessa stagione è stato convocato per i Mondiali di Schladming, dove non ha concluso la gara, e ha vinto la medaglia d'argento ai Mondiali juniores del Québec 2013.
Ai XXII Giochi olimpici invernali di Soči 2014, sua prima presenza olimpica, si è classificato 19° nello slalom speciale; l'anno dopo, il 22 febbraio 2015, ha colto a Jaun il suo primo podio in Coppa Europa (3º). In dicembre conquista il suo primo successo in Coppa Europa, vincendo lo slalom d'apertura della stagione 2015-2016 a Hemsedal in Norvegia. Ai Mondiali di Sankt Moritz 2017 non ha completato lo slalom speciale.
Il 30 gennaio 2018 ha ottenuto nello slalom parallelo di Stoccolma la sua prima vittoria, nonché primo podio, in Coppa del Mondo, mentre ai successivi XXIII Giochi olimpici invernali di Pyeongchang 2018 ha vinto la medaglia d'oro nella gara a squadre e quella d'argento nello slalom speciale. Ai Mondiali di Åre 2019 ha vinto la medaglia d'oro nella gara a squadre ed è stato 5º nello slalom speciale, mentre a quelli di Cortina d'Ampezzo 2021 si è piazzato 11º nello slalom speciale; in quella stagione 2020-2021 è stato 3º nella Coppa del Mondo di slalom speciale, con 4 podi (1 vittoria). Ai XXIV Giochi olimpici invernali si è classificato 12º nello slalom speciale e ai Mondiali di Courchevel/Méribel 2023 si è piazzato 9º nello slalom speciale.

## Palmarès

### Olimpiadi
- 2 medaglie:
  - 1 oro (gara a squadre a Pyeongchang 2018)
  - 1 argento (slalom speciale a Pyeongchang 2018)

### Mondiali
- 1 medaglia:
  - 1 oro (gara a squadre a Åre 2019)

### Mondiali juniores
- 1 medaglia:
  - 1 argento (slalom speciale a Québec 2013)

### Coppa del Mondo
- Miglior piazzamento in classifica generale: 10º nel 2023
- 13 podi (10 in slalom speciale, 3 in slalom parallelo):
  - 6 vittorie (4 in slalom speciale, 2 in slalom parallelo)
  - 4 secondi posti (in slalom speciale)
  - 3 terzi posti (2 in slalom speciale, 1 in slalom parallelo)

#### Coppa del Mondo - vittorie
| Data             | Località      | Paese    | Specialità |
| ---------------- | ------------- | -------- | ---------- |
| 30 gennaio 2018  | Stoccolma     | Svezia   | PR         |
| 19 febbraio 2019 | Stoccolma     | Svezia   | PR         |
| 10 marzo 2019    | Kranjska Gora | Slovenia | SL         |
| 21 dicembre 2020 | Alta Badia    | Italia   | SL         |
| 4 febbraio 2023  | Chamonix      | Francia  | SL         |
| 19 marzo 2023    | Soldeu        | Andorra  | SL         |

Legenda:

SL = slalom speciale

PR = slalom parallelo

#### Coppa del Mondo - gare a squadre
- 1 podio:
  - 1 vittoria

### Coppa Europa
- Miglior piazzamento in classifica generale: 5º nel 2016
- 9 podi:
  - 3 vittorie
  - 4 secondi posti
  - 2 terzi posti

#### Coppa Europa - vittorie
| Data            | Località    | Paese    | Specialità |
| --------------- | ----------- | -------- | ---------- |
| 2 dicembre 2015 | Hemsedal    | Norvegia | SL         |
| 19 marzo 2017   | San Candido | Italia   | SL         |
| 5 dicembre 2017 | Fjätervålen | Norvegia | SL         |

Legenda:

SL = slalom speciale

### Australia New Zealand Cup
- Miglior piazzamento in classifica generale: 19º nel 2017
- 1 podio:
  - 1 vittoria

#### Australia New Zealand Cup - vittorie
| Data              | Località     | Paese         | Specialità |
| ----------------- | ------------ | ------------- | ---------- |
| 1º settembre 2016 | Coronet Peak | Nuova Zelanda | SL         |

Legenda:

SL = slalom speciale

### Campionati svizzeri
- 7 medaglie[1]:
  - 3 ori (slalom speciale nel 2018; slalom speciale nel 2021; slalom speciale nel 2022)
  - 4 argenti (slalom speciale nel 2012; slalom speciale nel 2016; slalom speciale nel 2019; slalom speciale nel 2025)